# Alcis ocellata
Alcis ocellata är en fjärilsart som beskrevs av W. Warren 1903. Alcis ocellata ingår i släktet Alcis och familjen mätare. Inga underarter finns listade i Catalogue of Life.